# Pascal
Pascal — алгоритмічна мова програмування універсального призначення. Існують діалекти мови з підтримкою об'єктно-орієнтованого програмування. В 1990 році було затверджено стандарт ISO 7185:1990, «Pascal», та ISO 10206:1990 «Extended Pascal».

## Історія виникнення і особливості мови
Першим компілятором мови Pascal став ETH Pascal, створений у 1970-му. Назва ETH походить від назви німецької назви технічного університету Цюриха (нім. Eidgenössische Technische Hochschule Zürich), де компілятор було розроблено. Творцем мови став Ніклаус Вірт. Наприкінці того ж року Вірт оприлюднив перший офіційний опис мови, синтаксису та семантики. Нова версія мови побачила світ у 1972 році. Тоді ж Вірт та його англійський колега Чарльз Ентоні Гоар випустили аксіоматичний опис мови Pascal.
У 1969 році Вірт доручив розробку компілятора одному зі своїх студентів (Е. Марм'є). На той час Марм'є володів лише Фортраном і писав компілятор виключно цією мовою. Після написання компілятора його переписали на самому Паскалі. Як згадував потім Вірт, вибір Фортрана був серйозною помилкою, бо у ньому не можна адекватно представляти складні структури даних компілятора Pascal, що лише заплутувало програму.
Наступна спроба створення компілятора (1970 року) почалася з чіткого формулювання опису на самому Паскалі. Синтаксичний аналіз нового однопрохідного компілятора реалізовувався за допомогою рекурсії. Команду розробників склали: У. Амман, Е. Марм'є, Р. Шилд. Після того як компілятор було написано на ще нереалізованій мові, Шилд поїхав додому, де протягом двох тижнів уручну транслював програму в допоміжну низькорівневу мову. У середині 1970 року компілятор ETH Pascal був готовий.
ETH Pascal був цікавий насамперед тим, що став він однією з перших реалізацій мов високого рівня, написаних на самій собі, на два роки випередивши компілятор Сі. У 1973 році була створена абстрактна Pascal-машина (P-машина), яка виконувала спеціальний P-код. Щоб вирішити проблему сумісності компілятора, Вірт вирішив скористатися перевіреними часом методами інтерпретації. Найвідомішими з рішень, які передували P-коду, можна назвати реалізацію мови Snobol-4 (Р. Грісволд, у 1967 році), де як код абстрактної машини використовувалася мова SIL (System Implementation Language).
Початкова мета розробки мови диктувалася потребою інструмента «для навчання програмуванню як систематичній дисципліні». Pascal належить до Algol-подібних мов програмування, оскільки використовує семантику Алголу. Однак Pascal мав суттєве удосконалення — жорстку типізацію. Це означало, що присвоювання можна було виконувати лише для змінних, що належать до одного типу (одночасно вказувались правила, за якими типи вважались однаковими). Це удосконалення суттєво покращило стиль програмування, оскільки значну частину помилок вдавалось виявити ще на етапі компіляції — що збільшувало надійність програм.
Однак мова розроблялась як дослідницький проект і первісний Pascal був мало придатний для написання великих проектів, оскільки програму не можна було скласти з кількох програмних частин — просто не було передбачено такої можливості. Але ця мова програмування швидко завоювала популярність у навчальних закладах при вивченні програмування. А коли з'явились діалекти мови, де можливим було окреме компілювання програмних частин — Pascal став засобом написання великих програмних систем.
Існує ряд об'єктивних причин, які обумовили видатний успіх мови Pascal. Серед них у першу чергу потрібно вказати такі:
- Мова в природній і елегантній формі відбила найважливіші сучасні концепції технології розробки програм.
- Завдяки своїй компактності, концептуальній цілісності й ортогональності понять, а також вдалому оригінальному опису, запропонованому автором мови, Pascal виявився дуже легким для вивчення й освоєння.
- Незважаючи на відносну простоту мови, вона виявилась придатною для дуже широкого спектра застосунків, у тому числі для розробки дуже великих і складних програм, наприклад, операційних систем.
- Pascal дуже технологічний для реалізації практично усіх, у тому числі і нетрадиційних, машинних архітектур. Стверджується, що розробка Pascal-транслятора «майже» не перевищує за трудомісткістю гарної дипломної роботи випускника вишу.
- Мова Pascal стандартизована в багатьох країнах, а у 1983 році було прийнято міжнародний стандарт (ISO 7185:1983).

## Turbo Pascal та Borland Pascal

### Загальні відомості

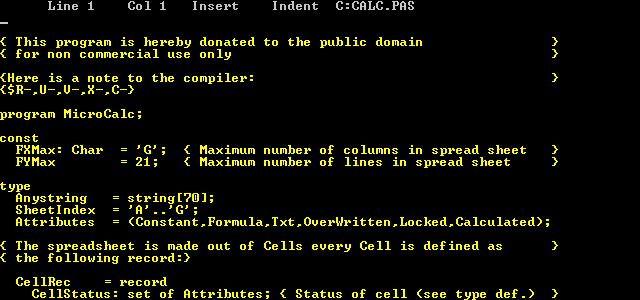
Turbo Pascal 1.0 IDE (1983 рік)

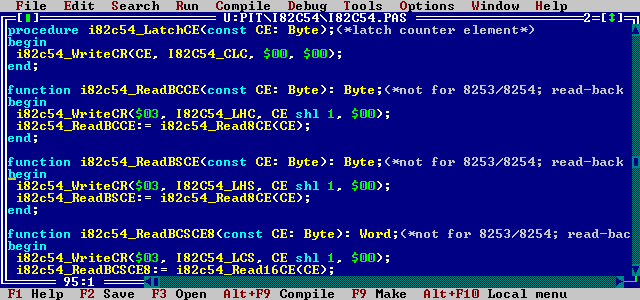
Borland Pascal 7.0 IDE (1992 рік)

Однією з найпоширеніших реалізацій мови Pascal став створений компанією Borland Turbo Pascal (пізніше — Borland Pascal, а потім — Delphi). Turbo Pascal — розширення американського стандарту (ANSI Pascal), яке враховує архітектурні особливості MS-DOS та MS Windows і постачалося зі значними за обсягом і різноманітності пакетами стандартних процедур. Такі принципові нововведення, як апарат модулів і об'єктно-орієнтовані засоби полегшували конструювання великих програмних систем на основі технології модульного програмування.
Компілятор Turbo Pascal працював за однопрохідною схемою, реалізував функції редагування зв'язків, формував на виході готовий до виконання код. Компілятор  здійснював широкий набір локальних оптимізацій (згортання констант, виключення невикористовуваного коду і зайвих даних, оптимізація операцій і т. п.), що сприяло високій ефективності кінцевих програм.
Система Turbo Pascal була інтегрованим середовищем (IDE), яке містило низку компонентів, що в сукупності підтримували роботу зі створення програм. Система містила універсальний текстовий редактор, компілятор вхідної мови, редактор зв'язків і вбудований символьний зневаджувач. Багатовіконний інтерфейс із розвиненою системою меню і досконалою довідковою системою забезпечував високу продуктивність праці програміста[ненейтрально].
Borland Pascal 7 компілював програми для DOS та ОС Windows 1.0, Windows 2.0, Windows 3.x, а також містив низку додаткових утиліт та компіляторів на кшталт: Turbo Pascal for Windows (TPW), Borland Pascal for Windows (BPW), редактор ресурсів (іконок, графічних файлів, курсорів тощо) та інші.

### Компілятори Turbo Pascal 7.0 та Borland Pascal 7.x
Інтерфейс користувача набув іншого вигляду. Програма компілюється в машинні команди для процесорів 8086, 8088, 80186, 80188, 80286, 80386 (BP 7.0/7.01) та сумісних із ними. Обробку чисел із рухомою комою можливо компілювати як в інструкції співпроцесорів (8087, 80187, 80287 чи сумісних з ними), так і в команди емуляції.

#### Алфавіт мови
Ідентифікатори у мові Pascal формуються з латинських літер A-Z, a-z, цифр 0-9 та знаку підкреслення («_»). Також використовуються спеціальні символи : + — * / = < > [ ], () ; { } $ ^ # . Будь-який ідентифікатор має починатися з латинської літери або символу «підкреслення» (англ. underscore), виключення становлять лише мітки. На відміну від Сі, в Паскалі не враховується регістр літер.

#### Службові слова
Службове слово являє собою неподільне утворення, зміст якого фіксований мовою. Службові слова не можна використовувати як ідентифікатори. Коментарі в коді програми оформлюються фігурними дужками {коментар} або ж сполученням звичайних дужок із зірочкою (*коментар*).

#### Зарезервовані слова
and, asm, array, begin, case, const, constructor, destructor, div, do, downto, else, end, exports, file, for, function, goto, if, implementation, in, inherited, inline, interface, label, library, mod, nil, not, object, of, or, packed, procedure, program, record, repeat, set, shl, shr, string, then, to, type, unit, until, uses, var, while, with, xor, absolute, assembler, export, external, far, forward, index, interrupt, near, private, public, resident, virtual.
Використання імен псевдомасивів Port, PortW, Mem, MemW, MemL не викликає помилки, але унеможливлює їх подальше застосування.

#### Структура програми
Враховуючи те, що для імен можна застосовувати тільки латинські літери, всі назви параметрів подані англійською.
Умовні позначення:
- <>— обов'язковий параметр;
- []— необов'язковий параметр.

Опис директив (макросів):
{$<directive><switch>, <directive><switch>,..}
Місце опису директив (макросів) є довільним. Деякі директиви мають більш, ніж одне значення. Наприклад:
- $I <filename.pas> та $I<switch>;
- $L<switch> $L<filename.obj>.

Більшість директив має однакову форму запису, але є й винятки, на кшталт:
- $M <value>, <value>, <value>;
- $IFDEF <name>; $ELSE; $INC.

Приклад:
```
{$A-,B-,D+,E-,F-,G-,I-,L+,N+,O-,P-,Q+,R-,S+,T-,V+,X+,Y+}

{$M 16384,0,655360}

{$I i8042.pas}

var
 
f
:
 
File
;

begin

 
Assign
(
f
,
 
'file'
)
;

 
{$I-}

 
Reset
(
f
,
 
$200
)
;

 
{$I+}

 
if
 
IOResult
<>
 
0
 
then
 

  
Rewrite
(
f
,
 
$200
)
;

end
.

```

Назва програми (ім'я головного модуля):

program <name>[(input, output)];
Приклад:
```
{$X+}

program
 
t80c187
;

function
 
New
:
 
ByteBool
;

begin

end
;

begin

 
t80c187
.
New
;

 
New
;

end
.

```

Створення відкомпільованих модулів
```
unit
 
new
;

 
interface

 
implementation

end
.

```

Підключення відкомпільованих модулів
uses <unitNam0>, <unitNam1>,.. ;

Порядок підключення оверлейних модулів інший, та здійснюється за допомогою директиви $O.
Приклад:
```
uses
 
crt
,
 
dos
,
 
vbe30
;

var

   
screen
:
 
Text
;

begin

 
Crt
.
AssignCrt
(
screen
)
;

 
AssignCrt
(
screen
)
;

end
.

```

Опис міток
Мітка— ціле число від 0 до 9999.

label <number0>, <number1>,..;
Приклад:
```
label
 
0
,
 
9999
;

begin

 
0
:
 
goto
 
9999
;

 
9999
:
 
goto
 
0
;

end
.

```

Опис констант
const <name0>=<value>; <name1>=<value>,.. ;
Опис статичних змінних
const <name3>:<type>=<value>; <name4>:<type>=<value>,.. ;

Якщо статична змінна описана в процедурі або функції, то після виклику останньої стек для змінної не резервується (місце вже є в самому коді), що дозволяє заощадити час.
Опис нових типів (в тому числі процедурних і функційних), структур та об'єктів
```
 type

   <name_0>= record

   end;

   <name_1>= <type or range>;

   <name_2>= object[(father's name)]

   [private]

   <variables or methods>

   [public]

   <variables or methods>

   end;
```

Опис змінних
var <name0>, <name1>,.. : <type or range>;

var <name3>, <name4>,.. : Byte absolute <segment: offset>;

Приклади:
```
type

    
Pointer
=
 
record

    
case
 
Byte
 
of

     
$00
:
 
(
ofs
,
 
seg
:
 
Word
)
;

     
$01
:
 
(
fulladdr
:
 
LongInt
)
;

    
end
;

    
_RGBA
=
 
record

     
red
,
 
green
,
 
blue
:
 
Single
;

     
alpha
:
 
Single
;

    
end
;

    
_VideoBuffer
=
 
array
 
[
16
*
12
]
 
of
 
_RGBA
;

    
_Beer
=
 
(
BEST
,
 
BESTER
,
 
MORE
)
;

    
_Element
=
 
^
_List
;

    
_List
=
 
record

     
prev
:
 
_Element
;

     
data
:
 
_Beer
;

     
next
:
 
_Element
;

    
end
;

    
_SimpleProc
=
 
Procedure
;

    
_ByteFunc
=
 
Function
:
 
Byte
;

    
_New
=
 
object

    
private

     
right
,
 
bottom
:
 
Integer
;

     
procedure
 
Destroy
;
(*or destructor..*)

    
public

     
left
,
 
top
:
 
Integer
;

     
width
,
 
height
:
 
Word
;

     
procedure
 
Create
;
(*or constructor..*)

     
procedure
 
Free
;

    
end
;

    
_Newest
=
 
object
(
_New
)

     
procedure
 
Create
;

     
procedure
 
Free
;

    
end
;

const

     
CNT
=
 
$40
;

     
svar_0
:
 
_Beer
=
 
MORE
;

     
svar_1
:
 
Byte
=
 
0
;

     
svar_0_addr
:
 
Pointer
=
 
(
ofs
:
 
Ofs
(
svar_0
)
;
 
seg
:
 
Seg
(
svar_1
))
;

     
svar_1_addr
:
 
Pointer
=
 
(
fulladdr
:
 
LongInt
(
@
svar_1
))
;

var

   
counter
:
 
_Beer
;

   
temp0
,
 
temp1
,
 
temp2
:
 
0
..
Byte
(
'2'
)
;

   
a
:
 
array
 
[
0
..
0
]
 
of
 
array
 
[
Byte
]
 
of
 
Byte
;

   
b
:
 
array
 
(
.
0
..
0
,
 
Byte
.
)
 
of
 
Word
;
(*(.= [    .)= ]*)

   
intVar
:
 
Word
;

   
proc
:
 
Procedure
 
(
const
 
BITS
:
 
Byte
)
;

   
float10
:
 
Extended
;

   
float4
:
 
Single
;

   
divZeroErrorAddr
:
 
LongInt
 
absolute
 
$0000
:
 
$0000
;

   
mode
:
 
LongInt
 
absolute
 
$0040
:
 
$0049
;

   
crtMode
:
 
LongInt
 
absolute
 
mode
;

procedure
 
_New
.
Create
;
 
assembler
;

asm

end
;

procedure
 
_New
.
Destroy
;
 
assembler
;

asm

end
;

procedure
 
_New
.
Free
;

begin

end
;

procedure
 
_Newest
.
Create
;

begin

 
inherited
 
Create
;

end
;

procedure
 
_Newest
.
Free
;

begin

 
inherited
 
Free
;

end
;

begin

end
.

```

Опис процедур та функцій (конструкторів та деструкторів)
procedure <identifier> [parameters]; [directives]

function <identifier> [parameters]: <type>; [directives]

Приклад:
```
const

     
test
:
 
Word
=
 
$0001
;

var

   
procCall
:
 
Procedure
 
(
var
 
DATA
)
;

   
temp
:
 
Byte
;

procedure
 
SwitchLowBytes
(
var
 
DATA
)
;
 
far
;

begin

 
temp
:=
 
Byte
(
Ptr
(
Seg
(
DATA
)
,
 
Ofs
(
DATA
)
+
 
1
)
^
)
;

 
Byte
(
Ptr
(
Seg
(
DATA
)
,
 
Ofs
(
DATA
)
+
 
1
)
^
)
:=
 
Byte
(
Ptr
(
Seg
(
DATA
)
,
 
Ofs
(
DATA
))
^
)
;

 
Byte
(
Ptr
(
Seg
(
DATA
)
,
 
Ofs
(
DATA
))
^
)
:=
 
temp
;

end
;

procedure
 
switch_low_bytes
(
var
 
data
)
;

type

    
_bytes
:
 
array
 
[
0
..
1
]
 
of
 
Byte
;

begin

 
temp
:=
 
_bytes
(
data
)[
0
]
;

 
_bytes
(
data
)[
0
]
:=
 
_bytes
(
data
)[
1
]
;

 
_bytes
(
data
)[
1
]
:=
 
temp
;

end
;

begin

 
procCall
:=
 
SwitchLowBytes
;

 
WriteLn
(
test
)
;

 
procCall
(
test
)
;

 
WriteLn
(
test
)
;

 
switch_low_bytes
(
test
)
;

 
WriteLn
(
test
)
;

end
.

```

У програмі має бути щонайменше два зарезервованих слова — begin та end. Роздільником між послідовними операторами є «;» (крапка з комою).
Кількість зарезервованих слів «begin» та «end» у програмі не обов'язково має збігатися.
Наприклад:
```
begin

 
asm

 
end
;

end
.

```

```
unit
 
new
;

 
interface

 
implementation

end
.

```

```
type

    
_HBrush
=
 
record

    
end
;

begin

end
.

```

Присвоєння значення відбувається так:

<typed address>:= <typed address>;

<typed address>:= <value>;

Після останнього «end» необхідно поставити крапку «.»
Математичні операції
- «+»— додавання;
- «-»— віднімання;
- «*»— множення;
- «/»— ділення;
- «div»— ціла частина від ділення (наприклад: 7 div 2= 3);
- «mod»— остача від ділення (наприклад: 7 mod 2= 1);
- "="— дорівнює;
- «<>»— не дорівнює (≠);
- «>»— більше;
- «<»— менше;
- ">="— більше або рівне (≥);
- "<="— менше або рівне (≤);
- «shl»— побітовий зсув вліво (наприклад: 00000110b shl 1= 00001100b);
- «shr»— побітовий зсув вправо (наприклад: 00000111b shr 1= 00000011b).

### Типи даних
Цілі типи
| Назва типу | Діапазон значень10      | Роль старшого біту та розмір (біти) |
| ---------- | ----------------------- | ----------------------------------- |
| Byte       | 0..255                  | беззнаковий 8                       |
| Word       | 0..65535                | беззнаковий 16                      |
| Char       | #0..#255                | 8                                   |
| Boolean    | FALSE..TRUE             | 8                                   |
| ByteBool   | FALSE..TRUE             | 8                                   |
| WordBool   | FALSE..TRUE             | 16                                  |
| LongBool   | FALSE..TRUE             | 32                                  |
| ShortInt   | −128..127               | зі знаком 8                         |
| Integer    | −32768..32767           | зі знаком 16                        |
| Longint    | −2147483648..2147483647 | зі знаком 32                        |
| Pointer    | $00000000..$FFFFFFFF    | 32                                  |

Дійсні типи
| Назва типу | Діапазон значень (з урахуванням «дірок») | Кількість значущих цифр | Розмір (біти) |
| ---------- | ---------------------------------------- | ----------------------- | ------------- |
| Comp       | −9.2e18..9.2e18                          | 19-20                   | 64            |
| Single     | 1.5e-45..3.4e38                          | 7-8                     | 32            |
| Real       | 2.9e-39..1.7e38                          | 11-12                   | 48            |
| Double     | 5.0e-324..1.7e308                        | 15-16                   | 64            |
| Extended   | 3.4e-4932..1.1e4932                      | 19-20                   | 80            |

Інші типи
| Назва типу | Розмір (Байт) |
| ---------- | ------------- |
| String     | 1+ 1..255     |
| File       | 8+40+80       |
| Text       | 128+ 128      |

### Стандартні підпрограми й сталі
- Abs(X) — обчислення абсолютного значення (модулю) Х.
- ArcTan(X) — обчислення кута, тангенс якого дорівнює Х (тобто математичний arctg(X)), значення кута подано в радіанах і може знаходитися в діапазоні від -π/2 до π/2. Для перетворення значення кута з радіанної міри в градусну необхідно значення кута помножити на число 180/π. Результат має дійсний тип.
- Cos(X) — обчислення косинуса Х, параметр задає значення кута в радіанах.
- Exp(x) — обчислення значення експоненти аргументу (ex). Результат завжди має дійсний тип.
- Frac(X) — знаходження дробової частини Х. Результат має дійсний тип.
- Int(X) — знаходження цілої частини Х (дробова частина відкидається). Результат має дійсний тип.
- Ln(x) — обчислюється натуральний логарифм аргументу. Результат має дійсний тип. За допомогою функцій Exp та Ln можна обчислити довільну степінь числа так: ab=Exp(b*Ln(a)), відповідно корінь можна подати так само a1/b (тобто корінь степеня b з a)=Exp(1/b*Ln(a)).
- Pi — повертає значення числа p (3.1415926).
- Sin(X) — обчислення синуса Х. Параметр задає значення кута в радіанах. Для перетворення значення кута з радіанної міри в градусну необхідно значення кута помножити на число 180/p. Результат має дійсний тип.
- Sqr(X) — піднесення до квадрата значення Х. Тип результату збігається з типом параметра.
- Sqrt(X) — обчислення квадратного кореня з Х. Тип результату дійсний.
- Random — генерує значення випадкового числа з діапазону від 0 до 0.99. Тип результату дійсний.
- Random(P) — генерує значення випадкового числа з діапазону від 0 до P. Тип результату цілий. Щоб випадкові числа були «більш випадковими», необхідно періодично змінювати базу генерації. Для цього використовується процедура Randomize, що дозволяє при кожному новому запуску програми отримувати різні випадкові числа.

Для величин перелічувальних типів (всі цілі, літерний та булевий) існують декілька стандартних функцій та процедур:

- Dec(x, [dx]) — процедура зменшує значення змінної Х на величину DX, а якщо параметр DX не заданий — на 1.
- Inc(x, [dx]) — процедура збільшує значення змінної Х на величину DX, а якщо параметр DX не заданий — на 1.
- Pred(X) — функція, що визначає попереднє значення для даного типу. Наприклад, Pred(5)=4, Pred(True)=False, Pred('B')='A'.
- Succ(X) — функція, що визначає наступне значення для даного типу. Наприклад, Succ(5)=6, Succ(True)=False, Succ('A')='B'.
- Odd(X) — число перевіряється на непарність. Результат дорівнює true, якщо аргумент непарний, і false — в протилежному випадку.

## Спадщина Pascal
Разом із популярністю мови стало відомим і ім'я Ніклауса Вірта. Працюючи у Швейцарському федеральному технічному інституті разом із своїми учнями і послідовниками удосконалював теорію мови програмування загального використання. Так у 1980 році з'явилась Modula (хоча коли говорять "Modula", мають на увазі Modula-2). Modula-2 стала завершенням розвитку лінії структурного програмування. У 1990 році — з'явився Oberon що вже використовував принципи ООП (хоча об'єктно-орієнтоване програмування було можливим вже у версії 5.5 однієї з найпопулярніших реалізацій мови — Turbo Pascal).
Тепер можна говорити про існування родини Pascal-подібних мов, до яких належать Pascal, Modula-2, Oberon, Oberon-2, Active Oberon, Component Pascal.
Мова програмування Zonnon для платформи .NET, як і її попередники, була створена у Швейцарському федеральному технологічному інституті у Цюриху. Основний наголос у ній зроблено на простоту, ясний синтаксис та модульність. Zonnon увібрав у себе риси Active Oberon та C#. Мова Zonnon додала Паскалю нові особливості, включаючи процеси в об'єктах, перевантаження операторів та обробку винятків.

### Поширені реалізації
- Turbo Pascal
- Free Pascal
- GNU Pascal
- TMT Pascal

## Приклади програм
Класичний приклад:
```
program
 
Hello_World
;

begin

 
Writeln
(
'Hello, World!!'
)
;
(*:)*)

end
.

```

Рекурсивний варіант обчислення факторіалу:
```
{$N+, E+}

var

   
n
:
 
Byte
;

function
 
Fact
(
n
:
 
Byte
)
:
 
Comp
;

begin

 
if
 
n
=
 
0
 
then

  
Fact
:=
 
1

 
else

  
Fact
:=
 
Fact
(
n
-
1
)
*
 
n
;

end
;

begin

 
ReadLn
(
n
)
;

 
WriteLn
(
n
,
 
'!= '
,
 
Fact
(
n
)
:
0
:
0
)
;

end
.

```